# 高楼镇 (武山县)
高楼镇，是中华人民共和国甘肃省天水市武山县下辖的一个乡镇级行政单位。
2016年，甘肃省民政厅批复同意撤销高楼乡，设立高楼镇。

## 行政区划
高楼镇下辖以下地区：
陈门村、刘川村、护林村、柴坪村、秦湾村、子年村、八院村、高楼村、高尧村、常坪村、李坪村、吴坪村、玉林村、八营村、斗敌村、大坪村、张门村、叶兵村、马卜村、柳滩村和独岭村。